# سلفاديميدين
سلفاميدين Sulfadimidine يختصر SDI ونجد الزمرة الدوائيةa له مضاد حيوي  وأكثر شيوعا ولكن أقل موثوقية b SDD) وكما أن «سلفاميثازين» (يختصر SMT  من السلفوناميدات، قصير التأثير.

## الاستعمال الطبي
- مضاد جراثيم، تقضي عليها في الوسط المحيط الذي يحوي تراكيز منخفضة من التايمين. يستخدم مع سلفوناميدات أخرى كسلفاميرازين وسلفاديازين.
- في الطب البيطري،[9] تستخدم أحياناً مع مبيدات الجراثيم أو تريميثوبريم.
- تستخدم لتحديد حالة الأستلة، لأن حرائكها الدوائية تختلف بين الأستلة السريعة والبطيئة.

## الجرعة
- البالغين: نبدأ بـ2غ ثم 0.5-1غ كل 6-8 ساعات.
- قد نحتاج لتقليل الجرعة عند مرضى القصور الكلوي أو الكبدي.

## الحرائك الدوائية
- الامتصاص: يمتص جيداً عبر الجهاز الهضمي.
- الارتباط البروتيني: 80-90%
- العمر النصفي: 1.5-4 ساعات (أستلة سريعة)، 5.5-8 ساعات (أستلة بطيئة)

## آلية العمل
تثبيط حمض النيوكليك الجرثومي، وذلك بحجب تحويل حمض بارا أمينو بنزويك (PABA) إلى الأنزيم المساعد حمض ديهيدروفوليك.

## مضادات الاستطباب
1. القصور الكلوي أو الكبدي الحاد.
2. اضطرابات الدم.
3. فرط الحساسية للسلفوناميدات.
4. بورفيريا حادة.
5. الأطفال بأعمار أقل أو تساوي الشهرين.
6. الحمل (الأشهر الثلاثة الأولى) والإرضاع.
7. SLE.

## التأثيرات الجانبية
- غثيان، إقياء، قهم (فقد شهية)، إسهال، ارتفاع ضغط الدم، SLE، متلازمة شبيهة بداء المصل، تنخر الكبد وتضخم الكبد، التهاب عضلة القلب، التهاب أسناخ تليفي و eosinophilia رئوية، يرقان ويرقان نووي عند الولدان الخدج، التهاب كولون غشائي كاذب، التهاب الأوعية الدموية، نقص سكر الدم، قصور درقي، ردود فعل عصبية،
- احتمالات مميتة: اعتلال الدم Blood dyscrasias، متلازمة ستيفنس جونسون، تنخر بشرة سام، فرط الحساسية.

## التداخلات الدوائية
- يعزز فعالة مضادات التخثر الفموية، والميثوتريكسات، والفينتوئين.
- يزيد خطر بيلة البلورات التي تؤثر على حمض البول.
- احتمالات مميتة: يزيد خطر أمراض الدم مع الكلوزابين clozapine.

## التداخلات المخبرية
- يعرقل اختبار اليوريا، الكرياتينين، غلكوز البول، مولد اليوروبيلين.